# Claes Johanson
Claes Edvin Johanson (4 novembre 1884 - 9 mars 1949) était un lutteur suédois qui participa aux Jeux olympiques d'été de 1912 à Stockholm, de 1920 à Anvers et de 1924 à Paris. Il remporta la médaille d'or en 1912 dans la catégorie des poids moyens et en 1920 dans la catégorie des poids mi-lourds. Il remporta également le championnat européen non officiel de 1913 en -75 kg.